# K-1 WORLD MAX 2010 〜-70kg Japan Tournament〜
K-1 WORLD MAX 2010 〜-70kg Japan Tournament〜は、K-1の大会の一つ。
2010年3月27日、埼玉県さいたま市のさいたまスーパーアリーナ・コミュニティアリーナで行われた。

## 大会概要
日本代表決定トーナメントは長島☆自演乙☆雄一郎が1回戦で名城裕司、準決勝で龍二、決勝で中島弘貴と3試合連続KO勝ちで優勝を果たし、開幕戦への出場権を手にした。
トーナメント1回戦で長島と対戦予定であった小比類巻太信は股関節の負傷により欠場、同時に現役引退することを大会4日前に発表した。会見に同席した谷川貞治は「3度のドタキャンでプロとして失格」と語った。
小比類巻の欠場により、リザーブファイトに出場予定であった名城裕司が繰り上がり、長島と対戦した。
スーパーファイトで佐藤嘉洋と対戦予定であったジョルジオ・ペトロシアンは右拳負傷により欠場となった。
総合格闘家DJ.taikiが渡辺一久と対戦し、判定勝ちを収めた。
オープニングファイトでは、大渡博之の引退試合が行われた。

## 試合結果

### オープニングファイト
オープニングファイト第1試合（K-1ルール・3分3R延長1R）
○  松倉信太郎 vs.  YUUKI ×
2R 1:48 TKO（3ノックダウン：パンチ連打）
オープニングファイト第2試合 大渡博之引退試合（K-1ルール・3分3R延長1R）
○  大渡博之 vs.  内村洋次郎 ×
2R 1:15 TKO（タオル投入）
オープニングファイト第3試合 日本代表決定トーナメントリザーブファイト（K-1ルール・3分3R延長1R）
○  小宮由紀博 vs.  久保薗ルイス ×
3R 1:43 TKO（ドクターストップ：鼻からの出血）
※小宮がリザーブ権を獲得

### 本戦
第1試合 日本代表決定トーナメント1回戦（K-1ルール・3分3R延長1R）
○  龍二 vs.  城戸康裕 ×
3R終了 判定2-0（29-28、29-29、28-27）
※龍二がトーナメント準決勝進出
第2試合 日本代表決定トーナメント1回戦（K-1ルール・3分3R延長1R）
○  長島☆自演乙☆雄一郎 vs.  名城裕司 ×
1R 0:39 KO（左フック）
※長島がトーナメント準決勝進出
第3試合 日本代表決定トーナメント1回戦（K-1ルール・3分3R延長1R）
○  中島弘貴 vs.  TATSUJI ×
2R 0:43 KO（パンチ連打）
※中島がトーナメント準決勝進出
第4試合 日本代表決定トーナメント1回戦（K-1ルール・3分3R延長1R）
○  日菜太 vs.  山本優弥 ×
3R終了 判定3-0（30-28、30-28、30-28）
※日菜太がトーナメント準決勝進出
第5試合 スーパーファイト（K-1ルール・3分3R延長1R）
○  DJ.taiki vs.  渡辺一久 ×
3R終了 判定3-0（30-29、30-29、30-29）
第6試合 日本代表決定トーナメント準決勝（K-1ルール・3分3R延長1R）
○  長島☆自演乙☆雄一郎 vs.  龍二 ×
1R 1:44 KO（パンチ連打）
※長島がトーナメント決勝進出
第7試合 日本代表決定トーナメント準決勝（K-1ルール・3分3R延長1R）
○  中島弘貴 vs.  日菜太 ×
1R 0:58 KO（右フック）
※中島がトーナメント決勝進出
第8試合 スーパーファイト（K-1ルール・3分3R延長1R）
○  小宮山工介 vs.  村浜TAKE HERO ×
2R 1:49 TKO（タオル投入）
第9試合 セミファイナル スーパーファイト（K-1ルール・3分3R延長1R）
○  佐藤嘉洋 vs.  ダニロ・ザノリニ ×
2R 3:11 KO（右膝蹴り）
第10試合 メインイベント 日本代表決定トーナメント決勝（K-1ルール・3分3R延長2R）
○  長島☆自演乙☆雄一郎 vs.  中島弘貴 ×
3R 1:58 KO（右フック）
※長島がトーナメント優勝、開幕戦出場権を獲得

### トーナメント表
|  | 1回戦              | 1回戦              |                    |    | 準決勝 | 準決勝 |  |  | 決勝 | 決勝 |
|  |                    |                    |                    |    |        |        |  |  |      |      |
|  |                    |                    |                    |    |        |        |  |  |      |      |
|  |                    |                    |                    |    |        |        |  |  |      |      |
|  | 龍二               | 判定               |                    |    |        |        |  |  |      |      |
|  | 龍二               | 判定               |                    |    |        |        |  |  |      |      |
|  | 城戸康裕           |                    |                    |    |        |        |  |  |      |      |
|  | 龍二               |                    |                    |    |        |        |  |  |      |      |
|  |                    |                    |                    |    |        |        |  |  |      |      |
|  |                    | 長島☆自演乙☆雄一郎 | KO                 |    |        |        |  |  |      |      |
|  | 名城裕司           | 長島☆自演乙☆雄一郎 | KO                 |    |        |        |  |  |      |      |
|  |                    |                    |                    |    |        |        |  |  |      |      |
|  | 長島☆自演乙☆雄一郎 | KO                 |                    |    |        |        |  |  |      |      |
|  | 長島☆自演乙☆雄一郎 | KO                 | 長島☆自演乙☆雄一郎 | KO |        |        |  |  |      |      |
|  |                    |                    | 長島☆自演乙☆雄一郎 | KO |        |        |  |  |      |      |
|  |                    | 中島弘貴           |                    |    |        |        |  |  |      |      |
|  | 中島弘貴           | KO                 |                    |    |        |        |  |  |      |      |
|  | 中島弘貴           | KO                 |                    |    |        |        |  |  |      |      |
|  | TATSUJI            |                    |                    |    |        |        |  |  |      |      |
|  | 中島弘貴           | KO                 |                    |    |        |        |  |  |      |      |
|  | 中島弘貴           | KO                 |                    |    |        |        |  |  |      |      |
|  |                    | 日菜太             |                    |    |        |        |  |  |      |      |
|  | 日菜太             | 判定               |                    |    |        |        |  |  |      |      |
|  | 日菜太             | 判定               |                    |    |        |        |  |  |      |      |
|  | 山本優弥           |                    |                    |    |        |        |  |  |      |      |
|  |                    |                    |                    |    |        |        |  |  |      |      |